# ريتشارد توماس إيفانز
ريتشارد توماس إيفانز (بالإنجليزية: Richard Thomas Evans)‏ هو سياسي بريطاني (وحمل سابقاً جنسية المملكة المتحدة لبريطانيا العظمى وأيرلندا)، ولد في 1890، وتوفي في 20 يوليو 1946. حزبياً، نشط في الحزب الليبرالي. في الانتخابات العامة في المملكة المتحدة 1931 ‏، انتخب عضو برلمان المملكة المتحدة الـ36 عن دائرة Carmarthen ‏ (27 أكتوبر 1931 – 25 أكتوبر 1935).